# On the Rising of the 64 Paths
Albums de Steve Coleman
Alternate Dimension Series I
(2002) Lucidarium
(2003)
On the Rising of the 64 Paths est un album du saxophoniste de jazz américain Steve Coleman sorti en 2006 chez Label Bleu.

## Liste des titres
| No | Titre                                | Musique         | Durée |
| -- | ------------------------------------ | --------------- | ----- |
| 1. | 64 Path Bindings                     | Steve Coleman   | 6:59  |
| 2. | Mist and Counterpoise                | Steve Coleman   | 6:42  |
| 3. | Call for Transformation              | Steve Coleman   | 10:43 |
| 4. | The Movement in Self                 | Steve Coleman   | 6:17  |
| 5. | Dizzy Atmosphere                     | Dizzy Gillespie | 6:08  |
| 6. | Eight Base Probing                   | Steve Coleman   | 12:48 |
| 7. | Dizzy Atmosphere (prise alternative) | Dizzy Gillespie | 7:10  |
| 8. | Fire Revisited                       | Steve Coleman   | 13:38 |

## Personnel
- Steve Coleman - saxophone alto
- Malik Mezzadri - flûte, chant
- Jonathan Finlayson - trompette
- Reggie Washington - contrebasse
- Anthony Tidd - guitare basse
- Sean Rickman - batterie